# Léon Tombu
Léon Tombu, né à Andenelle (Belgique) le 25 janvier 1866 et mort à Woluwe-Saint-Lambert (Bruxelles) le 12 mai 1958 , est un peintre et graphiste belge.

## Biographie
Né à Andenelle (commune d'Andenne), Léon Tombu fut élève de Théodore Baron à l'Académie de Namur. Il peignait principalement des paysages, des visages urbains, des intérieurs d'églises et des fleurs.
Jusqu'en 1922, il a été directeur et professeur à l'École des arts de Huy. En 1899, il fonde le cercle artistique et littéraire l'« Essor de Huy ».
Il publie en 1907 "Peintres et sculpteurs belges à l'aube du XXe siècle".
Décédé le 12 mai 1958 à Woluwe-Saint-Lambert (Bruxelles) , Léon Tombu est inhumé au Cimetière de Bruxelles à Evere.

## Reconnaissance publique
- La place centrale d'Andenelle, son village natal, porte son nom: 'place Tombu'.

## Collections publiques
- Arlon, Musée Gaspar[5]